# B2G
Business to Government (abreviado B2G, traducido como «empresa a gobierno») se refiere a la comercialización de productos y servicios entre el sector privado (empresas) y el sector público (gobierno, administración).
En el marketing electrónico, se refiere más específicamente a las relaciones comerciales entre empresas y gobierno a través del uso de Internet, a partir de transacciones electrónicas para realizar contratación o compras; y realizar las licitaciones de compras del gobierno a través de medios electrónicos. Este tipo de comercio electrónico también facilita la comunicación  entre las empresas y el gobierno en aspectos como los impuestos, registros comerciales, licencias, información legal, programas, políticas, procesos para negociación y productos, entre otros. Se utiliza en sitios o páginas especializadas en la relación con la administración pública. En ellos las instituciones oficiales (ayuntamientos, diputaciones...) pueden ponerse en contacto con sus proveedores, y estos pueden agrupar ofertas o servicios podríamos llamarlos de "empresa a administración".
Este modelo resulta bastante atractivo para ambas partes, pero principalmente para los proveedores, debido a que la comunicación en línea representa una mayor velocidad en los pedidos, lo que se traduce como una mayor eficacia; esto sin contar con que este tipo de relaciones generalmente están comprendidas dentro de un largo periodo de tiempo y en grandes volúmenes de pedidos representando una fuente segura de ingresos, razón por la cual las empresas recurren a diferentes estrategias de marketing para captar la atención de las administraciones públicas.

## Ventajas
Dentro de éstas, se cuentan:
- Permite reducir la carga administrativa en las empresas.
- Mejora la rendición de cuentas de las empresas al gobierno.
- Genera una ventaja competitiva para las empresas porque aumenta el nivel de confianza de sus clientes.
- El gobierno puede mejorar la gestión de relaciones externas y prestación de servicios, aumentando el rendimiento de sus instituciones.

Los beneficios a menudo se expresan como: reutilizar los datos recopilados para otros fines ahorra costos, compartir más información permite a los organismos de supervisión tomar mejores decisiones que los llevarían a no sobrecargar a las compañías que cumplen demasiado, y también podría haber ganancias de reputación
Sin embargo, existen diversas razones por las que las empresas no comparten información con el gobierno, como sus consideraciones técnicas o de capacidad, por evitar el riesgo de que se divulgue información valiosa a su competencia y además suministrar información inexacta que es considerada relevante. Se podría pensar que al ser transparente con un ente regulador puede poner a la empresa en una posición vulnerable.
Los sistemas de información han contribuido a la práctica del intercambio de información entre empresa gobierno, como datos de impuestos, informes comerciales o estadísticos con el fin de asegurar el cumplimiento de políticas y regulaciones.

## Desventajas
- No todos los ciudadanos cuentan con los conocimientos necesarios para el uso de la tecnología.
- Trato impersonal.
- La categorización de rubros es muy compleja, genérica e incompleta.

La relación existente entre empresa gobierno no se desarrolla de manera aislada, las empresas reguladas deben enfrentarse a diversos actores públicos y privados que exigen respuestas, como bancos, ONG, compañías de seguros, organizaciones comerciales y gobiernos. En el año 2000, una "visión descentrada" sobre la regulación se puso de moda; con esta visión dejó de percibirse al gobierno como actor regulador central de la esfera pública, instaurando que la regulación no está esencialmente centrada en el estado, en lugar de esto es el resultado de varios reguladores públicos y privados que buscan imponer reglas a otros.

## B2G pos país o región

### Unión Europea
En la Unión Europea el 18 de abril del [¿cuál?]  se implementó el nuevo estándar europeo de facturación electrónica el cual es obligatorio para las empresas europeas que facturen a las Administraciones Públicas, lo que busca simplificar en un formato único la facturación electrónica para fomentar la relación comercial entre empresa gobierno, eliminando así la multiplicidad de formatos actuales.
El proyecto de Compras Públicas Paneuropeas en línea es utilizado internacionalmente, el cual es un conjunto de especificaciones y estándares que buscan facilitar el intercambio de documentos de forma electrónica y transfronteriza entre diferentes países.
En España y Portugal el uso de la factura electrónica ha crecido exponencialmente, donde ha influido la obligación generalizada de su utilización en el marco de la Unión Europea en las transacciones entre empresas y las administraciones públicas (B2G).

### Latinoamérica
Según un estudio elaborado por SERES, el primer país en hacer obligatoria la facturación electrónica en Latinoamérica fue Argentina en 2007, dando pie a la mayoría de los países de la zona que, paulatinamente introdujeron diferentes modalidades de obligación, como: México y Brasil.[cita requerida]
En el resto de Latinoamérica, varios países cuentan con la obligación de uso de la factura electrónica en todas sus transacciones; entre estos se destacan: Argentina, Bolivia, Brasil, Chile, Colombia, Costa Rica, Ecuador, Guadalupe, Guatemala, Guayana Francesa, Honduras, Martinica, México, Perú y Uruguay; excluyendo regiones como: Belice, Cuba, Haití, Nicaragua, San Bartolomé y San Martín.
Según la consultora Billentis en el año 2016, Latinoamérica fue la región del mundo más avanzada en la puesta en marcha de iniciativas paperless, las cuales hacen referencia a alternativas para el desarrollo sostenible y el equilibrio ambiental gracias a la reducción del consumo de papel a través de la migración al uso de archivos digitales en oficinas y sitios de trabajo con gran volumen de consumo de papel, además señala que de los 42 billones de facturas electrónicas intercambiadas en 2015 en todo el mundo, 25 billones podrían proceder únicamente de esta zona. Pero los proyectos de fiscalidad electrónica continúan expandiéndose. En 2016, pasaron a ser obligatorias una decena de nuevas regulaciones de ámbito B2G. Estos son algunos de los cambios a los que debieron adaptarse las multinacionales que operaban en Latam.
- En México el SAT anunció que llevaría a cabo 4000 auditorías electrónicas durante ese año, además de la actualización del esquema XML.[cita requerida]
- Por su lado Brasil, en el proyecto SPED (Bloco K) aumentó las obligaciones fiscales donde las empresas estaban obligadas a enviar un reporte electrónico mensual de producción e inventario.[cita requerida]
- En Colombia la DIAN puso en marcha su proyecto piloto de masificación de la facturación electrónica, el cual afecto alrededor 50.000 empresas.[cita requerida]
- Uruguay estableció que en junio de ese año las empresas con ingresos iguales o superiores a los $3,1 millones USD debían estar inmersas en la facturación electrónica.[cita requerida]
- En Perú la factura electrónica también fue protagonista, ya que a partir de julio de ese año se incorporaron 12.000 empresas a este sistema y, en diciembre, otras 500.[cita requerida]

Con el fin de facilitar el cumplimiento y adopción de dichas obligaciones EDICOM desarrolló una plataforma internacional de facturación electrónica, a través de la cual las empresas multinacionales podían realizar todo el proceso fiscal de acuerdo con las exigencias de cada país con una única solución.

#### Colombia
En la década de los 90 se dieron los primeros pasos al mundo del e-commerce a nivel estatal en Colombia. Con el boom de la internet gran parte de las empresas vieron la necesidad de estar presentes en la red y fue en ese momento donde también se hizo necesario a nivel gubernamental. La Directiva 02 de 2000, fue uno de los importantes desarrollos legislativos que impulsaron el B2G en el país. Consistió en una política de Estado que buscaba proveer al Estado la conectividad que facilitara la gestión en línea de los organismos gubernamentales para apoyar su función de servicio al ciudadano previendo para su desarrollo tres fases.
1. Proveer información en línea a los ciudadanos por parte de todas las entidades destinatarias de esta Directiva Presidencial.
2. Ofrecer servicios y trámites en línea a los ciudadanos.
3. Contratación en línea.

Para el año 2020 las empresas colombianas deben reducir significativamente el porcentaje de emisión de facturas en papel; esto debido a que el 1 de enero del presente año se dio a conocer la nueva normativa expedida por la DIAN que limita a un 30% máximo de facturas en formato no electrónico. Esta normativa hace parte del programa de implantación general de la factura electrónica creado con dos finalidades, la primera mejorar la recaudación fiscal para evitar el fraude, y la segunda mejorar la gestión de las empresas y así impulsar el crecimiento de la economía del país.[actualizar]